# Andrea Cinciarini
Andrea Cinciarini, né le 21 juin 1986, à Cattolica, en Italie, est un joueur italien de basket-ball. Il évolue au poste de meneur.

## Biographie
En janvier 2014, il est nommé meilleur joueur de la 3e journée du Last 16 de l'EuroChallenge avec une évaluation de 33 (27 points à 9 sur 16 au tir de champ, 8 passes décisives et 6 rebonds) dans une victoire de son équipe face au KK Krka Novo Mesto. Cette année-là, il remporte l'EuroChallenge avec Reggio Emilia et est nommé MVP de la finale.
En 2014-2015, il remporte le titre de champion d'Italie avec Reggio Emilia.
Le 8 juillet 2015, il rejoint l'Olimpia Milan.